# Schulwesen in Nörvenich
Das Schulwesen in Nörvenich, Nörvenich, Kreis Düren, ist ab 1729 belegbar. In diesem Artikel wird die Zeit der katholischen Volksschule aufgezeigt.

## Die Gebäude
Im heutigen Haus An der Vikarie 1 bzw. dem Vorgängergebäude wurden zuletzt im einzigen Klassenraum die ersten vier Schuljahre gleichzeitig von einem Lehrer unterrichtet. Die Schule ist bis 1940 genutzt worden. Sie steht unter Denkmalschutz und ist heute in Privatbesitz.
Ab 1940 diente das Haus Hirtstr. 28, heute Jugendheim Chillout und Feuerwehrraum, mit 2 Klassenräumen, nämlich der Unterklasse 1.+2. Schuljahr und der Mittelklasse 3. bis 5. Schuljahr als Schulgebäude. Ab 1960 wurde es evangelisches Gemeindehaus bzw. Asylantenunterkunft. Heute ist es in Privatbesitz. Gegenüber Hirtstraße 28 war die Oberklasse mit den Schuljahren 6 bis 8. Heute (2021) ist es das Jugendheim Chillout und der Feuerwehrraum. Hirtstraße 25 war zunächst Schulhof mit Luftschutzbunker. Daneben standen Pavillonklassen der katholischen Volksschule bis dort der Pinocchio-Kindergarten gebaut wurde.
In der Bahnhofstraße entstand die heutige Grundschule, die ursprünglich
Hauptschule war. In den 1970er Jahren wurde neben die Grundschule die spätere Hauptschule gebaut (eingeweiht 1978), die 2016 nach jahrelangem Leerstand an einen Investor verkauft wurde und jetzt Seniorenzentrum werden soll. Nachdem die Aula bereits abgebrochen war, stellte man fest, dass das Gebäude für die geplanten An- und Umbauten statisch nicht ausreichend dimensioniert ist. Im Oktober 2017 wurde überlegt, das gesamte Gebäude abzureißen und einen Neubau zu erstellen.

## Die Lehrer
Im Königreich Preußen wurde bereits 1794 die allgemeine Schulpflicht eingeführt.

Ab 1729
1. Der erste benannte Lehrer war in der Zeit von 1729 bis 1737 Matthias Harff und Franciscus Nicolaus Josephus Erasmi wurde 1739 und 1742 erwähnt.
2. Hermann Joseph Duren (Deuren) wurde 1744 erwähnt und 1746 als „eben verstorben“ genannt.
3. Schulmeister Gohr wurde 1773 und Schulmeister Cronenberg im Jahr 1775 erwähnt.

Ab 1801
1. Peter Schmitz wurde 1801 und 1807 genannt. Von etwa 1820 bis zum Ruhestand am 1. Juni 1842 unterrichtete Lehrer Wilhelm Commer.
2. Carl Feiser, der ab dem 1. Juni 1842 tätig war, starb im Amt am 1. Mai 1879. Nur ein Jahr, nämlich 1873, blieb Jacob Schmitz.
3. Werner Rosarius unterrichtete von vor 1885. Sehr lange, nämlich 36 Jahre ab dem Jahr 1883, blieb Ferdinand Arends, der am 1. April 1919 in den Ruhestand ging.
4. Nur ein Jahr (1894) blieb Johann Wilm.
5. Wilhelm Königs wurde 1896 und 1899 genannt.

Ab 1902
1. Von vor 1902 bis zum 1. Januar 1907 unterrichtete Bernhard Becker.
2. Es folgten Leo Thomaßen vom 1. August 1907 bis zum 16. Oktober 1912 und Franz Baltin ab dem 16. Januar 1912.
3. Die erste Frau als Lehrerin war Magdalena Rother vom 1. April 1913 bis zum 1. Oktober 1913.
4. Katharina Pelzer arbeitete ab dem 16. Oktober 1913 in der Schule. Sie wurde 1919 noch als Lehrerin genannt.
5. Elisabeth Ecker kam am 1. Februar 1917 und Katharina Emonts war vom 1. November 1919 bis zum 15. März 1929 in Nörvenich.
6. Hermann Dauzenberg, nach dem in Nörvenich eine Straße benannt wurde, lehrte 41 Jahre in der katholischen Volksschule, und zwar vom 1. April 1919 bis zu Eintritt in den Ruhestand am 30. September 1950.
7. Gertrud Tönnishoff war 47 Jahre als Lehrerin in Nörvenich tätig, und zwar vom 1. April 1929 bis zum 1. April 1966 (Ruhestand). Früher dauerte ein Schuljahr von Ostern bis Ostern, also vom 1. April bis zum 30. März.

Ab 1932
1. Michael Keimes lehrte 1932/1933.
2. Franz Oepen war nur wenige Monate in Nörvenich, nämlich vom 6. September bis zum Ende des gleichen Jahres.
3. Johann Zimmer folgte ihm bis zum 10. Oktober 1936. Hubert Erdmann war Lehrer vom 1. Oktober 1936, bis er 1943 zum Kriegsdienst eingezogen wurde.
4. Adam Nicolay unterrichtete von 1947 bis zum Eintritt in den Ruhestand am 1. April 1960.
5. Nur kurze Zeit waren Karl Josef Virnich (16. Februar 1950 bis 1. Oktober 1951) und Hubert Esser (1. November 1950 bis zum 1. März 1951) in Nörvenich tätig.
6. Es folgte vom 1. November 1951 bis 1. Mai 1954 Josef Merzenich.
7. Kunibert Hammerschmidt arbeitete vom 1. Mai 1956 bis zum 30. August 1962 an der Volksschule. Danach kamen Hans Dreßen (11. Mai 1954 bis 30. Juni 1955) und August Korczak (16. Mai 1955 bis 1. Mai 1956).
8. Wilhelm Windelschmidt, der zuletzt Rektor der Hauptschule war, kam am 1. April 1960 und blieb bis zum Ruhestand am 31. August 1984.
9. Walburga Hembach kam im August 1960 und blieb bis zur Auflösung der katholischen Volksschule.
10. Marie-Therese Merten, verheiratete Lustig, kam am 1. Oktober 1962 und blieb ebenfalls bis zur Auflösung.
11. Margret Zens aus Wissersheim unterrichtete von August 1968 bis zum Ruhestand am 31. Mai 1987. Sie war zuletzt Konrektorin der Hauptschule.

1941 wurde der Schuljahresbeginn im ganzen Deutschen Reich
auf September festgelegt. Das wurde nach dem Ende des Zweiten Weltkriegs von der Besatzungsmacht in der Britischen Zone rückgängig gemacht. In den 1960er Jahren wurden zwei Kurzschuljahre durchgeführt, vom 1. April bis 30. November 1966 und vom 1. Dezember 1966 bis 31. Juli 1967. Seitdem beginnen die Schuljahr jeweils am 1. August und nicht mehr zu Ostern.
Die Volksschule Nörvenich wurde 1969 aufgelöst und in eine Gemeinschaftsschule umgewandelt.

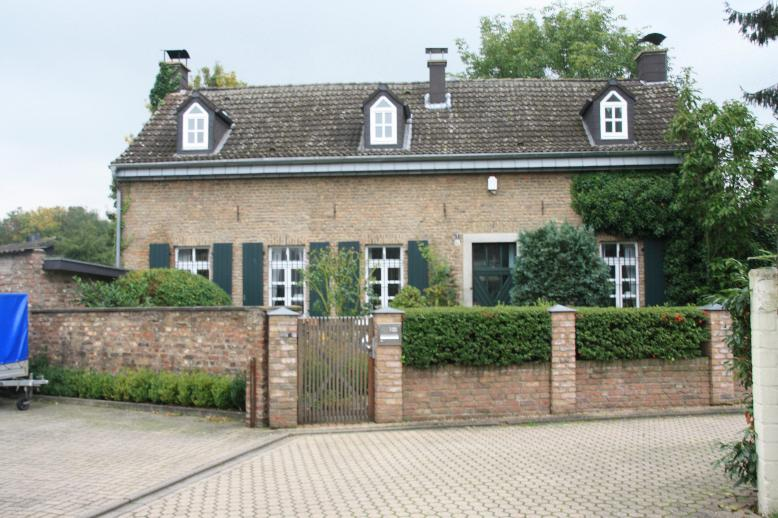
An der Vikarie 1
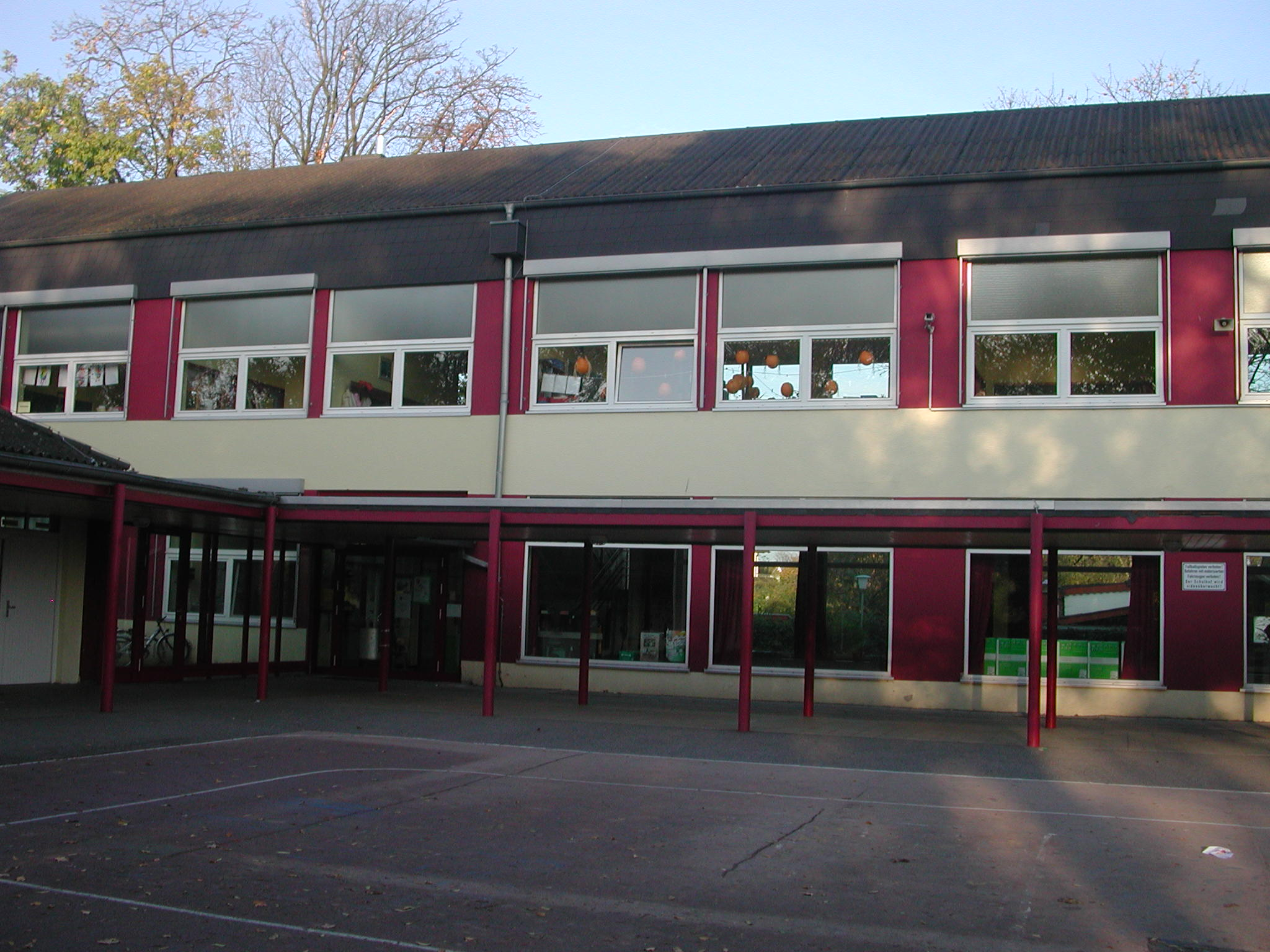
Grundschule Bahnhofstr. 18
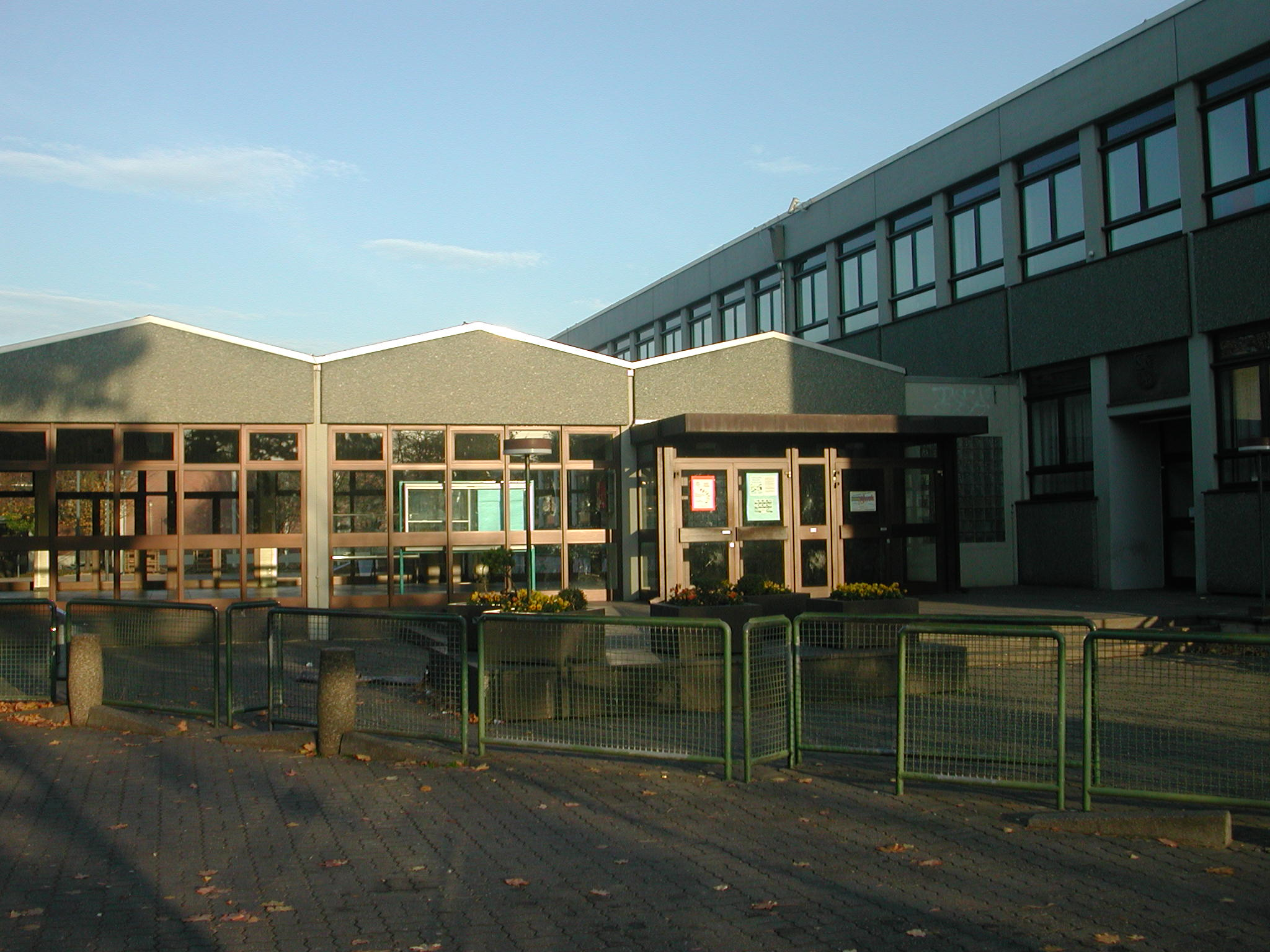
Ehemalige Hauptschule
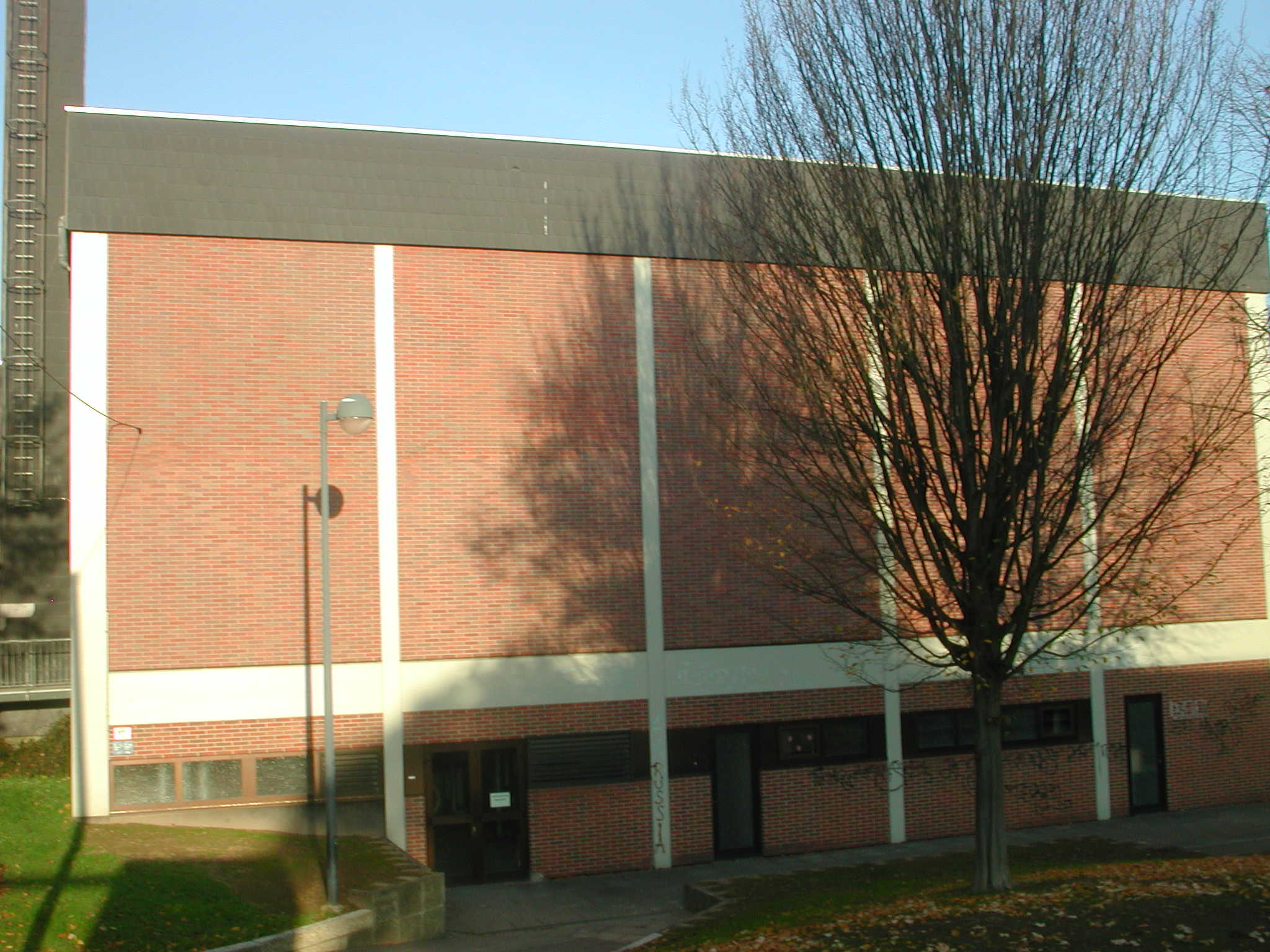
Die Turnhalle (eingeweiht 1978)
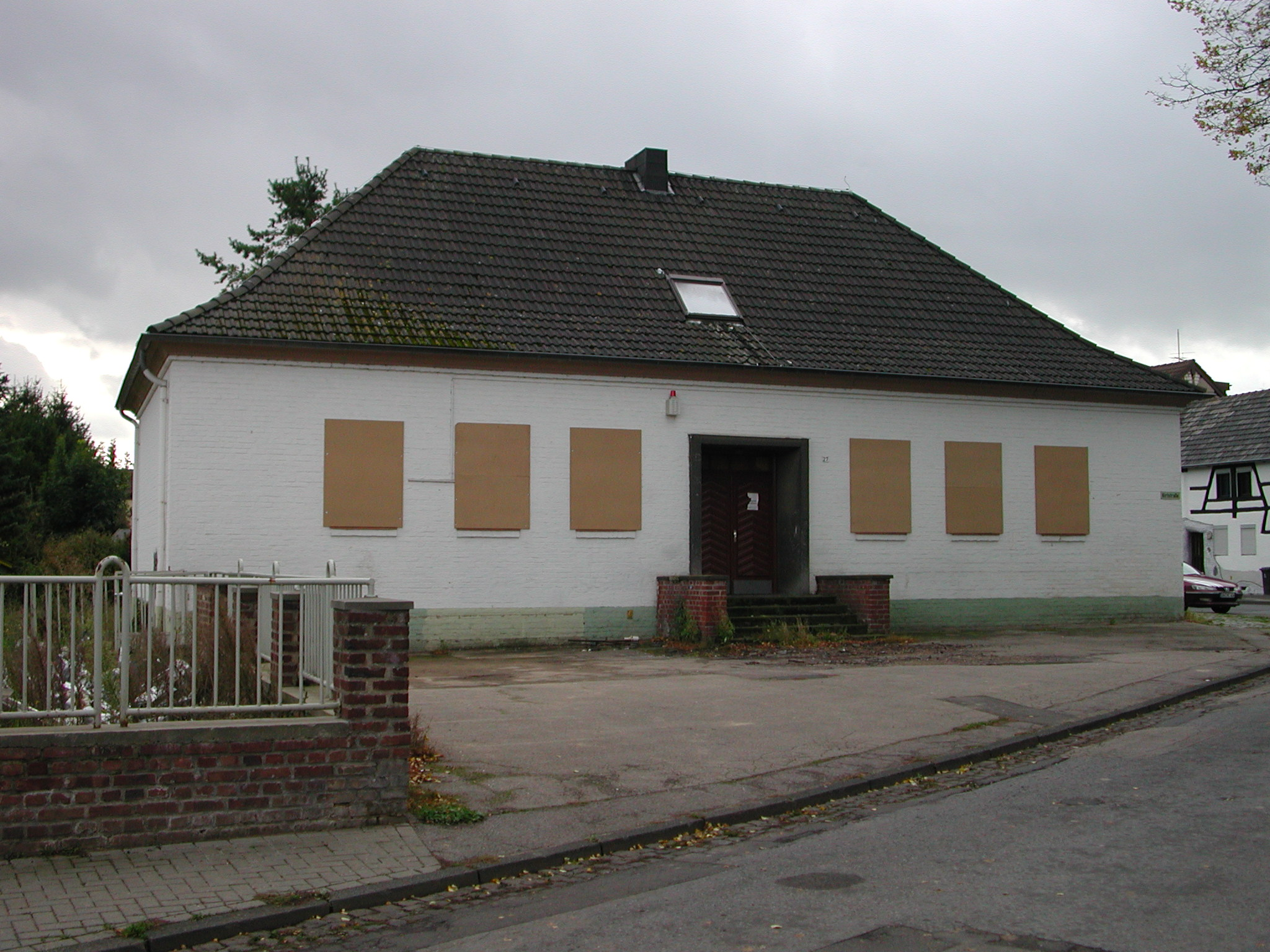
Ehemalige Schule Hirtstr. 28
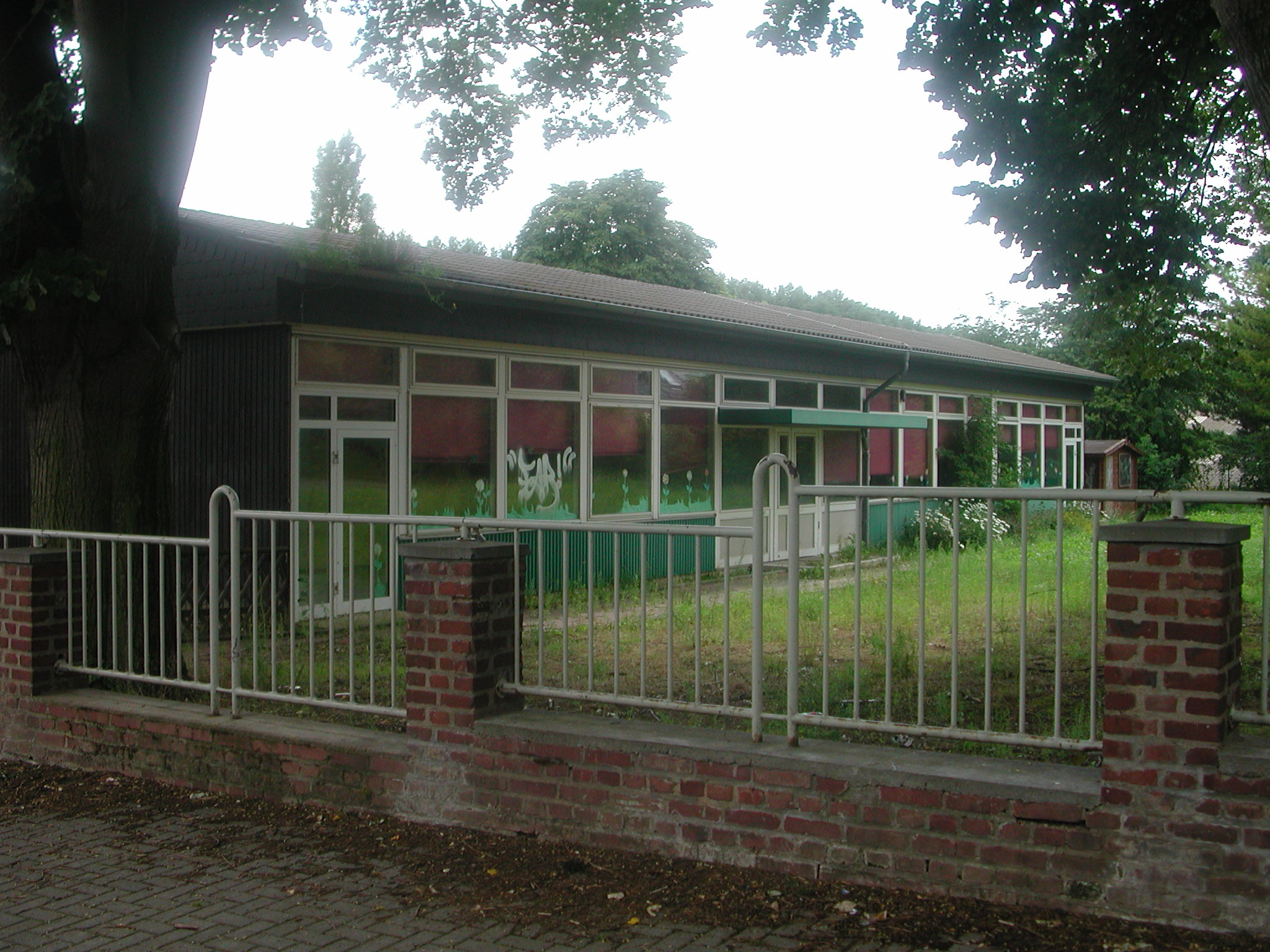
Die Pavillonklassen neben Hirtstr. 28